# Маркарян, Хэл
Хэл Маркарян (англ. Hal Markarian; 1929—2012) — американский авиаконструктор армянского происхождения, известный реализацией первоначальных проектов бомбардировщика-невидимки Northrop B-2 Spirit. В 1979 году Маркарян создал эскиз самолёта, который во многом напоминал окончательный вариант.

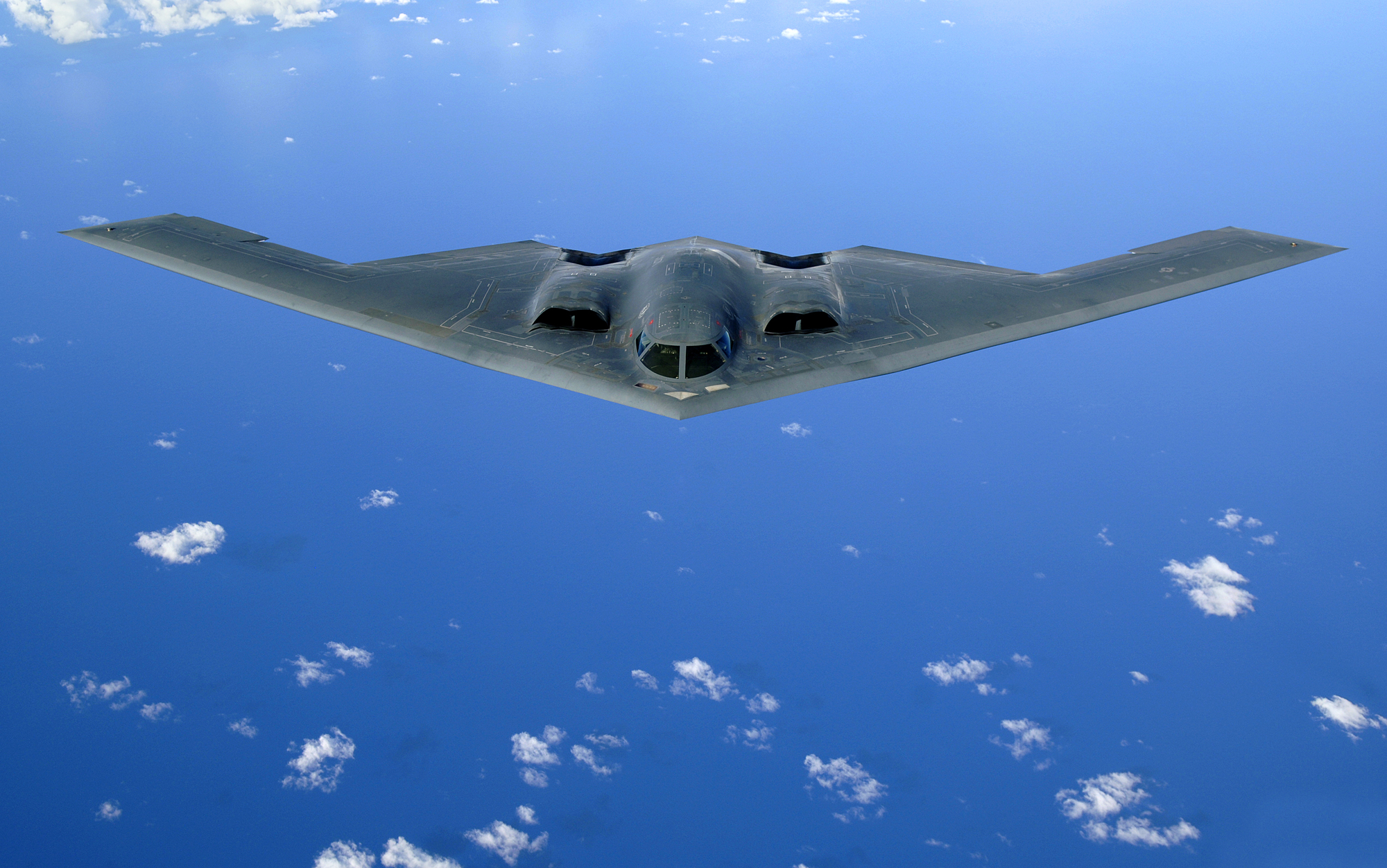
Дизайн B-2 Spirit, заимствованный у Хэла Маркаряна

## История
Во время первоначального проекта бомбардировщика-невидимки Хэл Маркарян был назначен руководителем проекта. При разработке внешнего вида летательного аппарата, Маркарян вдохновлялся бомбардировщиком YB-49 компании Northrop Corporation, созданным в 1945 году.
Летом 1979 года Маркарян создал эскиз B-2, который был совершенно не похож ни на что, бывшее прежде. Единственный самолет, который когда-либо хотя бы отдалённо напоминал дизайн Northrop, летал в 1940-х годах, когда конструкторы в США, Великобритании и Германии преследовали идею создания цельнокрылого самолета или летающего крыла. Но даже эти далёкие предки не разделяли причудливые черты формы, которые разработал Маркарян.
Когда Рональд Рейган стал президентом 20 января 1981 года было доступно финансирование для нескольких типов военных проектов, включая новый стратегический бомбардировщик. 2 октября 1981 года президент Рейган объявил о Программе стратегической модернизации SMP (Strategic Modernization Program), в рамках которой было заказано 100 единиц B-1B. Другой (в то время секретной) частью SMP было начало работ по ATB (Advanced Technology Bomber). В то время предполагалось, что будет построено 132 единиц ATB. Тогда лишь немногие инсайдеры знали, что ВВС США работали над двумя отдельными бомбардировщиками, а не над одним.
Предложение Northrop было названо Senior Ice, тогда как предложение Lockheed было названо Senior Peg. Программой Senior Ice руководили Велко Э. Гасич, старший вице-президент по перспективным проектам в Northrop, и директор проекта Хэл Маркарян. 20 октября 1981 года компания Northrop была объявлена победителем контракта с ATB. Первоначальный контракт предусматривал поставку шести летающих самолетов и двух самолетов для статических испытаний, а также варианты производства 127 серийных бомбардировщиков.
Проект «Northrop» получил обозначение B-2 с именем «Spirit». Проект самолёта был изменён в середине 1980-х годов, что задержало первый полёт на год и заставило потратить ещё 1 000 000 000 долларов США на программу разработки. К 1986 году на разработку бомбардировщика было потрачено в общей сложности 23 000 000 000 долларов США. Впервые B-2 был показан общественности 22 ноября 1988 года на заводе ВВС ВС США № 42 в Палмдейле, Калифорния, где он и был собран.